# Alfred Bloom
'Alfred H. Bloom' es un psicólogo y lingüista estadounidense y vicecanciller de la Universidad de Nueva York Abu Dhabi.

## Biografía
Bloom se unió a la Universidad de Nueva York Abu Dhabi a través del Swarthmore College, donde había estado ocupando durante 18 años el cargo de presidente en 2009. Bajo la dirección de Bloom, Swarthmore asumió una posición de liderazgo ampliamente reconocido en la educación en el campo de las artes liberales en América. Durante el mandato de Bloom, el Colegio revitalizó su académicamente riguros o Programa de Honores, emprendió una amplia renovación y creación de sus edificios académicos, amplió su currículo multicultural, amplió su oferta estudios para extranjeros, y estableció el Centro Cívico y de Responsabilidad Social Eugene M. Lang.
Durante la presidencia de Bloom, el Colegio aumentó dramáticamente su diversidad, con un aumento en el porcentaje de estudiantes de diferentes etnias. El Colegio también logró un aumento significativo de las solicitudes de admisión, con más de 6.200 solicitudes para aproximadamente 375 plazas en 2012. La dotación de Swarthmore creció de 400 millones de dólares en 1991 a 1.400 millones en 2009. Además, Colegio recaudó más de 362 millones de dólares en donativos durante ese período. El Colegio también se ha ratificado en su compromiso con la ayuda financiera a estudiantes, mediante la eliminación de los préstamos de entre las ayudas, y la garantía de que la ayuda cubre todos estudios para los extranjeros. En 2000, Bloom y la Junta de Directores de Swarthmore, en una decisión polémica, eliminan el programa de fútbol de la universidad.
Antes de asumir la presidencia en Swarthmore, Bloom ejerció como vicepresidente ejecutivo del Pitzer College de Claremont, California. Anteriormente había sido también vicepresidente de asuntos académicos y decano de la facultad en Pitzer. Fue nombrado profesor asistente de psicología y lingüística en Swarthmore en 1974, y también director asociado en 1985.
En 1967, Bloom se graduó ''summa cum laude  en Idiomas Romances y Civilización Europea en la Universidad de Princeton. Ese año, estudió en Francia dentro del programa Fulbright. En 1974, recibió su doctorado en Psicología y relaciones sociales en la Universidad de Harvard. El concepto de "inteligencia ética", que ha ganado popularidad dentro y fuera de la educación superior, fue introducido por Bloom, que lo utilizó inicialmente en su discurso inaugural como presidente de Swarthmore en 1991, y desde entonces ha concretado, ampliado y matizado su significado en numerosos escritos y discursos.
La investigación de Bloom mezcla la psicología y la lingüística, centrándose en la forma en que estas dos disciplinas nos ayudan a entender las continuidades que se dan entre por una parte las distintas culturas y por otra las diferencias en el pensamiento y la forma de entender la moral; también ha estudiado el impacto recíproco de lenguaje en el pensamiento y el pensamiento sobre el lenguaje. Es autor de "The Linguistic Shaping of Thought: A Study of the Impact of Language on Thinking in China and the West" (Lawrence Erlbaum Associates, 1981) y Moral Behavior in Chinese Society (Praeger Publishers, 1981), así como de numerosos artículos como "The Privileging of Experience in Chinese Practical Reasoning," Journal of Chinese Philosophy; "Psychological Ingredients of High-Level Moral Thinking: A Critique of the Kohlberg-Gilligan Paradigm," publicado en Journal for the Theory of Social Behavior; y "Caution - The words you use may affect what you say," publicado en Cognition.
Bloom ha recibido doctorados honoríficos de la Universidad de Richmond y del Swarthmore College.

## Investigación
La investigación de Bloom ha versado acerca del estudio comparativo entre lenguas, en especial entre el chino mandarín y el inglés; es un proponente moderno de la llamada hipótesis de Sapir-Whorf, que postula una influencia de la lengua materna sobre la forma en que los hablantes conceptualizan y ordenan la realidad. Bloom trató de mostrar esto a través de su experimento más conocido, que consistió en la selección de dos grupos de sujetos, uno compuesto por hablantes nativos de inglés y el otro integrado por hablantes de chino, a los que les presentó un texto escrito en sus respectivos idiomas; los participantes debían contestar a la pregunta de si aquello que se relataba en el texto había sucedido o no. El texto, que había sido redactado originalmente en inglés y traducido literalmente al chino, narraba una serie de hechos contrafácticos mediante el uso del subjuntivo, un tiempo verbal inexistente en las lenguas siníticas; el resultado final fue que los hablantes de chino erraron en un porcentaje muy superior a los de inglés a la hora de responder la pregunta. Por tanto, Bloom concluyó la imposibilidad de traducir literalmente de una lengua a otra: ambas expresan pensamientos distintos aunque estén narrando la misma historia. 
Este experimento ha sido cuestionado por diversos autores. Au, por ejemplo, realizó el mismo experimento de forma ampliada, pero empleando diversas versiones del texto en chino para contrastar los resultados. En los casos en que la traducción no resultaba demasiado literal, el texto era más inteligible para los lectores, y por tanto eran capaces de entender lo que en él se relataba. Pinker también ha criticado los resultados de Bloom, a la luz de los experimentos de Au. 